# 프레데릭 더하우트만
프레데릭 더하우트만(네덜란드어: Frederik de Houtman, 1571년 ~ 1627년 10월 21일)은 네덜란드의 탐험가이다. 그는 현재 인도네시아의 자카르타로 알려진 바타비아로 가는 도중에 오스트레일리아의 서쪽 해안을 따라 항해하였다. 그는 남쪽 별들을 새로 관측하여 12개의 남쪽 하늘의 별자리들을 만들어내는 데에 도움을 주었다.

## 생애
프레데릭 더하우트만은 네덜란드 17주 홀란트의 하우다에서 태어났다.
1595년에서 1597년까지의 홀란트에서 동인도 제국으로 향한 첫 번째 탐험에서 그는 동료인 네덜란드 항해사 피터르 디르크스존 케이세르의 천문 관측을 도왔다.
차후의 탐험에서 그는 케이세르의 관측 목록에 더 많은 별들을 추가하였다.
1598년에서 1599년까지의 탐험에서 그의 동생인 코넬리우스 더하우트만이 죽고 프레데릭은 북 수마트라의 아체 술탄에 감금되었으나, 감옥 안에서의 2년을 활용하여 그 지역의 말레이어를 익히고 천문을 관측하였다.
1603년 홀란트로 돌아온 후 프레데릭은 말레이와 말라가시 언어의 사전과 문법 책을 내면서 부록으로 그가 관측한 천체 목록을 실었다.
1619년에는 동인도 회사의 도르트레흐트(Dordrecht) 호의 프레데릭과 암스테르담 호의 야코프 더 에델(Jacob d'Edel)이 현재의 오스트레일리아 퍼스 부근 해안의 땅을 발견하고 '더 에델스란트'라 이름 붙였다. 해안을 따라 북쪽으로 항해한 후 일단의 모래톱을 만나 간신히 회피하고, 후에 이를 '호우트만 아브롤류스'(Houtman Abrolhos, 호우트만 뾰족 장애물)라 불렀다. 프레데릭은 '엔드라흐츠란트'(Eendrachtsland)로 알려진 지역에 첫 발을 디뎠는데, 이는 앞서 탐험가 디르크 하르토흐가 마주쳤던 곳이다. 더하우트만은 그의 저널에서 이들 해안을 마르코 폴로의 해변의 땅 또는 'Locach'(로훅, 羅斛)으로 여겼고, 이는 당대의 페트뤼스 플란시우스나 얀 호이헨 판 린스호텐이 그린 지도에도 나타나 있다.
더하우트만은 1627년 네덜란드 공화국의 알크마르에서 사망하였다.

## 같이 보기
- 피터르 디르크스존 케이세르